# Clavariadelphus pistillaris
Clavariadelphus pistillaris (L.) Donk, Meded. Bot. Mus. Herb. Rijks Univ. Utrecht 2: 72 (1933).
La Clavariadelphus pistillaris è una specie molto curiosa a forma di "clava" e conosciuta con l'appellativo volgare di "Mazza d'Ercole" in quanto ricorda l'arma di questo personaggio della mitologia.

È un fungo che gode di non pochi estimatori nonostante il sapore non molto buono, amarognolo. Alcuni testi lo classificano addirittura non edule; tuttavia non sembra aver mai causato problemi o intossicazioni, ciononostante si raccomanda di non consumarlo crudo.

## Descrizione della specie

### Corpo fruttifero
Forma varia, da cilindrico a decisamente clavato, semplice, solitario o gregario; colore giallo od ocra scuro, fino a brunastro; alto 5–30 cm, 2–6 cm di diametro.

### Carne
Dura, poi cedevole, spugnosa.
- Odore: praticamente nullo; a volte subnullo, ricorda un po' la segatura.
- Sapore: amarognolo, marcatamente fungino. Gradevole ma non da tutti apprezzato.

### Spore
Bianche o leggermente gialle in massa, ellissoidali.

## Habitat
Cresce sul terreno calcareo, specialmente sotto faggio ma non è infrequente trovarlo sotto pino, dalla primavera all'autunno.

## Commestibilità
Commestibile, non di pregio.
Vi sono opinioni contrastanti al riguardo: alcuni lo reputano un mediocre commestibile, altri discreto, altri ancora lo reputano addirittura "non edule".

Clavariadelphus truncatus, suo stretto parente, ha un sapore decisamente più invitante (dolce, zuccherino).

## Etimologia
Dal latino pistillum = pestello, per la sua caratteristica forma.

## Specie simili

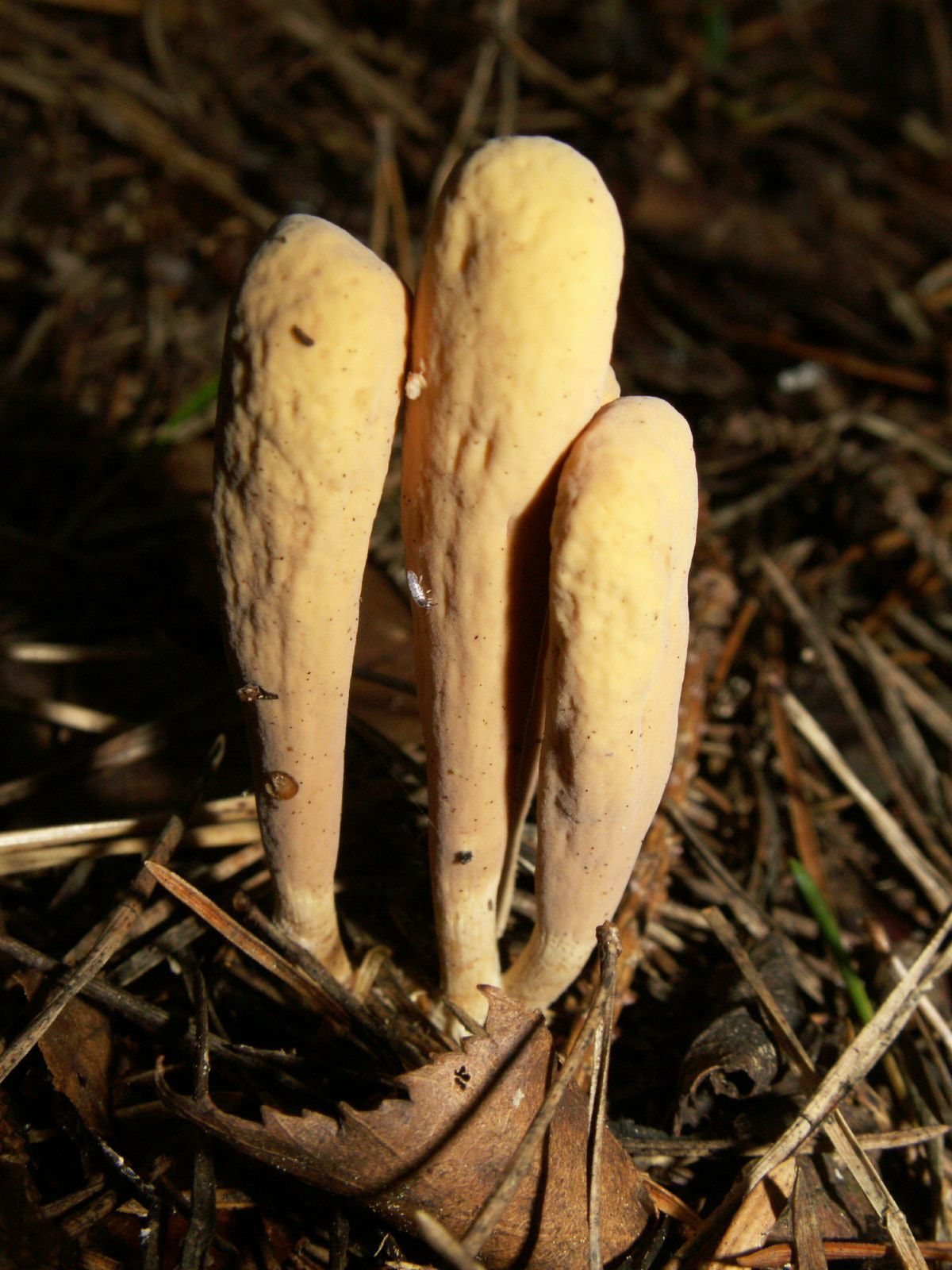
Clavariadelphus ligula - Notare la somiglianza con C. pistillaris

- Clavariadelphus flavoimmaturus, quasi indistinguibile dalla "pistillaris", eccezion fatta per il sapore che risulta molto amaro.
- Clavariadelphus ligula (vedi foto), morfologicamente molto simile ma di taglia nettamente inferiore.
- Clavariadelphus truncatus, con sfumature di colore giallo paglierino e "troncato" alla sommità.

## Nomi comuni
- Mazza d'Ercole

## Sinonimi e binomi obsoleti
- Clavaria herculeana Lightf., Flora Scotica: 1056 (1777)
- Clavaria pistillaris L., Species Plantarum: 1182 (1753)